# Five Days from Home
Five Days from Home és una pel·lícula estatunidenca dirigida per George Peppard i estrenada el 1979.

## Argument
Un ex polícia, acusat d'haver matat l'amant de la seva dona, s'evadeix d'una penitencieria de Louisiana alguns dies abans de ser alliberat per anar a veure el seu fill que acaba de tenir un greu accident. Malgrat un implacable policia llançat a la seva persecució, socorrerà diverses persones pel camí abans d'arribar a Califòrnia on el seu fill és hospitalitzat.

## Repartiment
- George Peppard: T. M. Pryor
- Victor Campos: Jose Stover
- Neville Brand: l'inspector Markley
- Sherry Boucher: Wanda Dulac
- Robert Donner: Baldwin
- Ronnie Claire Edwards: Marian
- Jessie Lee Fulton: Madame Peabody
- William Larsen: J. J. Bester
- Robert Magruder: el coronel
- Savannah Smith Boucher: Georgie Haskin

## Producció
La pel·lícula, dirigida per George Peppard sobre un guió de William Moore, va ser produïda pel mateix Peppard
 per la Long Rifle Productions i rodada a Nou Mèxic, Califòrnia i Luisiana

## Distribució
El film va ser distribuït als Estats Units el gener del 1979 (Estrena a Los Angeles el 9 de març) al cinema de la Universal Pictures.

## Critica
Segons il Morandini "les intencions són bones". Segons Leonard Maltin és un "film amb bones intencions, però poc versemblant".